# Juin 2007 en Afrique

## 3 juin
- Sierra Leone, Togo: Un hélicoptère faisant la liaison entre Freetown et l'aéroport international de Lungi au Sierra Leone s'est écrasé. L'accident a provoqué la mort de 21 personnes, supporters de l'équipe togolaise de football et journalistes. Parmi les victimes figure le ministre togolais des Sports, Atipe Kwako, venu soutenir l'équipe nationale dans le cadre des qualifications à la Coupe d'Afrique des nations 2008[1].

## 4 juin
- Burkina Faso : 
  - Le président Blaise Compaoré a nommé Tertius Zongo Premier ministre en remplacement de Paramanga Ernest Yonli qui a démissionné la veille[2].
  - Roch Marc Christian Kaboré a été réélu président de l'Assemblée nationale pour un mandat de 5 ans. Il a obtenu 90 voix sur 111[3].

- Liberia : Ouverture à La Haye du procès de Charles Ghankay Taylor devant le Tribunal spécial pour la Sierra Leone. L'accusé, dénonçant un procès inéquitable, a refusé de comparaître[4].

- Nigeria : le gouvernement a porté plainte auprès de la Cour suprême fédérale du Nigeria contre le groupe pharmaceutique américain Pfizer pour avoir, en avril 1996, sous couvert d'une action humanitaire dans le cadre d'une épidémie de méningite et de rougeole, procédé sans autorisation, à des essais d'un  médicament, le Trovan Floxacin. Le gouvernement réclame sept milliards de dollars de dommages, indiquant que 200 enfants ont été victimes de divers troubles, surdité, paralysie, trouble de la parole, cécité et lésion cérébrale. Onze enfants sont décédés[5].

## 19 juin
- Gabon, République du Congo, France : à la suite d'une plainte déposée par les associations Sherpa, Survie et la Fédération des Congolais de la diaspora contre les chefs d’État congolais et gabonais Denis Sassou N'Guesso et Omar Bongo, le parquet de Paris a décidé d’ouvrir une enquête préliminaire dans le cadre d’une affaire de recel de détournement de biens publics[6].

- Sénégal : le Premier ministre Macky Sall a présenté sa démission et celle de son gouvernement au président Abdoulaye Wade qui l'a acceptée[7]. Le président a nommé  Cheikh Hadjibou Soumaré Premier ministre[8].

## 20 juin
- Sénégal : Macky Sall ancien Premier ministre, a été élu président de l’assemblée nationale par 143 voix pour, deux abstention et un bulletin nul[9].

- Sierra Leone : Le Tribunal spécial pour la Sierra Leone (TSSL), siégeant à Freetown, a reconnu coupables de crimes contre l'humanité, et notamment d’actes de terrorisme, d'extermination, de meurtres, de viols, de pillages, et d’enrôlement d’enfants soldats,  Alex Tamba Brima, Brima Bazzy Kamara et Santigie Borbor Kanu, anciens responsables d’un groupe rebelle[10].

## 23 juin
- Centrafrique : Martin Ziguélé, ancien Premier ministre a été élu président du Mouvement de libération du peuple centrafricain (MLPC), principal parti de l’opposition[11].

## 24 juin
- Comores: Le second tour de l’élection des présidents des îles autonomes de Grande-Comore et de Mohéli ont eu lieu. Mohamed Abdouloihabi a été élu président de Grande-Comores avec 56,55 % des voix face à Saïd Larifou et Mohamed Ali Said a été élu président de Mohéli avec 56,59 % face au président sortant Said Mohamed Fazul[12].

- Nigeria : Une grève générale de 4 jours, déclenchées par les deux grandes centrales syndicales, le  National Labour Congress (NLC) et le Trade Union Congress (TUC), a pris fin après la signature d’un accord prévoyant la non augmentation du prix de l’essence pendant un an, l’annulation du doublement de la TVA et d’une augmentation prévue du pétrole lampant et du diesel ainsi que l’augmentation de 15 % du salaire des fonctionnaires avec effet rétroactif au 1er janvier[13]

## 25 juin
- Mali : La presse nationale malienne a décidé de ne pas paraître pour protester contre l’incarcération de 5 journalistes maliens accusé d’offense et de complicité d’offense au chef de l’État pour la publication d’un texte inspiré d’une fiction intitulé « la maîtresse du président », proposé par un professeur à ses élèves[14].

- Soudan : Une conférence internationale sur le Darfour a été organisé par la France à Paris en présence des principales puissances de la communauté internationale, dont la Chine et les États-Unis, chacune affirmant vouloir redoubler d’efforts pour mettre un terme à la guerre civile. L’Union africaine, qui n’avait pas été concerté pour cette initiative menée par le ministre français des Affaires étrangères, Bernard Kouchner, a boycotté cette conférence[15].

## 26 juin
- Centrafrique : L'organisation non gouvernementale Amnesty International qu'une force des Nations unies soit déployé immédiatement afin de protéger les centaines de milliers de personnes menacées par l'insécurité dans le nord du pays[16].

- Mali : 
  - Cinq journalistes et un professeur maliens ont été condamnés par le tribunal correctionnel de la commune 3 de Bamako. Le professeur avait distribué à ses élèves un sujet de rédaction sur les relations entre un président imaginaire et sa maîtresse. L’enseignant a été condamné à deux mois de prison ferme, un journaliste a été condamné à 13 jours de prison ferme pour avoir relaté cette histoire et  les directeurs de publications des journaux info-Matin, Le Républicain, Les Echos et Le Scorpion ont été condamnés à des peines allant de 4 à 8 mois de prison avec sursis[17].Me Bréhima Koné, président de l’Association malienne des droits de l'homme et de l’Union interafricaine des droits de l'homme (UIDH) a dénoncé cette condamnation craignant que le Mali glisse vers une dictature qui ne dit pas son nom[18].
  - Une grève de 48 heures a été lancé par l'Union nationale des travailleurs du Mali (UNTM), la principale centrale syndicale malienne afin d'obtenir "une nette amélioration des conditions de vie des travailleurs"[19]. La grève a été largement suivi, perturbant les administrations, les établissements publics et privés. Aucun vol n'a eu lieu au départ ou à l'arrivée de l'Aéroport international de Bamako-Sénou[20].

## 29 juin
- Côte d’Ivoire : le Premier ministre Guillaume Soro a échappé à un attentat. L’avion qui le conduisait avec sa délégation a été victime de tirs de roquettes lors de son atterrissage à l’aéroport de Bouaké. Quatre membres de la délégation ont été tués et plusieurs autres ont été blessés. Guillaume Soro a demandé qu’une enquête internationale détermine les défaillances dans le dispositif sécuritaire de l'aéroport de Bouaké, géré en partie par l'Opération des Nations unies en Côte d'Ivoire (Onuci)[21]. Le président Laurent Gbagbo a dénoncé cet attentat.

- Mauritanie : le président Sidi Ould Cheikh Abdallahi a exprimé sa compassion aux victimes des violences interethniques de 1989 à 1991 et leur a promis des réparations[22]. Le président mauritanien a par ailleurs exprimé sa détermination à combattre l'esclavage sous toutes ses formes "traditionnelles et modernes"[23].